# Ragnhild Fabricius Gjellerup
Ragnhild Louise Kathrine Dorothea Lindegaard Smidt Fabricius Gjellerup (* 25. März 1896 in Kopenhagen; † 29. Oktober 1958 in Skodsborg, Dänemark) war eine dänische Rechtsanwältin, die 1922 an der Universität Kopenhagen ihr Studium der Rechtswissenschaften abschloss. 1934 wurde sie als erste Frau in Dänemark zur Richterin ernannt.

## Biographie
Ragnhild Louise Kathrine Dorothea Lindegaard Smidt Fabricius war die Tochter von Christiane Hansine Juliette Knudsen (1860–1924) und deren Ehemann Carl Christian Smidt Fabricius (1855–1942). 1922 heiratete Ragnhild Fabricius den Grossisten Holger Otto Gjellerup (1883–1959).
Ihr gesamtes Berufsleben blieb sie dem Gericht in Kopenhagen (Byret) verbunden. 1923 begann sie dort als Sekretärin. 1934 wurde sie dort als erste Frau in Dänemark zur Richterin ernannt. Ihr nachfolgende Frauen wie Karen Johnsen, Bodil Dybdal oder Helga Pedersen waren alle unverheiratet. Viele Jahre hindurch blieb Ragnhild Fabricius Gjellerup die einzige verheiratete Richterin des Landes. Ihr Spezialgebiet war Erbrecht.
Während der Besetzung Dänemarks durch Nazi-Deutschland war Fabricius Gjellerup stellvertretende Vorsitzende des Vereins Danske Kvinders Samfundstjeneste (etwa: „Gemeinschaftsdienst dänischer Frauen“). Sie organisierte Ausgabe von Essen und Kleidung in den Jahren des Mangels. 1952 wurde sie in den Vorstand der dänischen Tierschutzorganisation (Foreningen til Dyrenes Beskyttelse) gewählt. Als eine der ersten Frauen erhielt sie den dänischen Verdienstorden Dannebrogorden, nachdem Justizministerin Helga Pedersen die Verleihung an Frauen ermöglicht hatte.
Ragnhild Fabricius Gjellerup starb im Alter von 62 Jahren am 29. Oktober 1958 in Skodsborg, nördlich von Kopenhagen.